# Coldstream Guards
Coldstream Guards er et regiment i den britiske hær, og en del af Guards Division.
Det er det ældste regiment i hæren der har været kontinuerligt aktive siden regimentet blev dannet i Coldstream ved den skotske grænse i 1650 af oberst George Monck.

## Traditioner og rolle
Regimentet er nummer to i rækkefølgen af regimenter der har tjent den britiske krone, efter Grenadier Guards. Men da Coldstream Guards er et ældre regiment har det det latinske motto Nulli Secundus der kan oversættes til først blandt alle.
Regimentets formelle titel er Her Majesty's Coldstream Regiment of Foot Guards. En menig soldat fra regimentet kaldes en Guardsman, en titel de fik af kong George V efter 1. verdenskrig. Regimentet kaldes altid blot Coldstream i ental, og et medlem af regimentet kaldes også en Coldstreamer.
En af regimentets opgaver er at fungere som en vagtstyrke på dronningens fødselsdagsparade, åbningen af parlamentet og andre ceremonier. 
Operationelt fungerer Coldstream Guards i moderne tid som let infanteri. Regimentet er baseret i Windsor.
Regimentet rekrutterer kun fra de områder som regimentet marcherede igennem på vej fra Coldstream til London efter det blev grundlagt.